# Greg Kurstin
Gregory Allen "Greg" Kurstin (n. 14 mai 1969) este un producător, textier și multi-instrumentalist american.
În 2014, Kurstin (cu Sia Furler și Will Gluck) a fost nominalizat la Globul de Aur pentru Cel Mai Bun Cântec Original pentru „Oportunity” de la Annie. El a primit de asemenea două nominalizări pentru Grammy în 2014, unul pentru Producătorul anului și unul pentru Înregistrarea anului. El a fost nominalizat pentru activitatea sa ca un producător în 2009, și a câștigat trei premii Ivor Novello pentru munca sa cu Lily Allen, inclusiv Compoziitorul anului pentru piesa „The Fear”.
Kurstin a fost nominalizat la Premiile Grammy 2013 pentru categoriile Cântecul anului și Înregistrarea anului pentru munca sa la single-ul multi-platină a lui Kelly Clarkson „Stronger (What Doesn't Kill You)”. Kurstin a fost de asemenea implicat cu albumul lui P!nk Grammy-nominalizat The Truth About Love și albumul lui Clarkson Stronger, care a câștigat Premiul Grammy pentru cel mai bun album pop vocal în 2013.
În plus față de activitatea sa ca un compozitor și producător, Kurstin a fost clapar pentru Geggy Tah și este un membru al grupului indie pop The Bird and the Bee.